# قائمة الوزارات الفدرالية في نيجيريا

علم جمهورية نيجيريا الاتحاجية

الوزارات الفيدرالية في نيجيريا هي إدارات الخدمة المدنية المسؤولة عن تقديم أنواع مختلفة من الخدمات الحكومية في نيجيريا. يرأس كل وزارة سكرتير دائم يقدم تقاريره إلى وزير في مجلس الوزراء للدولة. تقع جميع الوزارات الفدرالية في أبوجا العاصمة.

## الوزارات الفدرالية
يرأس كل وزارة سكرتير دائم الذي غالباً يكون تحت وزير مرشحا من قبل رئيس الدولة. لكل وزارة رئيس مستقل، وأحيانا يرأس وزير واحد أكثر من وزارة كما ترأس باباتندي فاشولا وزارات الأعمال، والطاقة والإسكان في الشوط الثاني من رئاسة الرئيس محمد بخاري.
| وزارة                                      | مسؤولية | العنوان                                                                                       | الموقع الرسمي                                                                     |
| ------------------------------------------ | --- | --------------------------------------------------------------------------------------------- | --------------------------------------------------------------------------------- |
| التعليم                                    | الإشراف على شؤون التعليم في جميع المراحل التعليمية ووضع خطط تعليمية وإعداد الامتحانات النهائية على المستوى الوطني. | Federal Secretarial Phase III, FCT, Abuja. Nigeria                                            | http://www.education.gov.ng/                                                      |
| الطيران                                    | مسؤولة عن تسجيل شركات الطيران وإدارة المطارات والخطوط الجوية                                                       | Fed. Secretariat, Shehu Shagari Way                                                           | http://aviation.gov.ng/                                                           |
| الداخلية                                   | توفير الأمن داخل البلاد، وتأمين الحدود                                                                             |                                                                                               | http://www.interior.gov.ng                                                        |
| الخارجية                                   | تنسيق العلاقات الخارجية وإرسال البعثات الدبلوماسية                                                                 | Tafawa Balewa House, Central Business District, Abuja                                         | http://foreignaffairs.gov.ng/                                                     |
| المالية                                    | إدارة اقتصاد الدولة والتمويل وإعداد الميزانية                                                                      |                                                                                               | http://www.finance.gov.ng                                                         |
| الدفاع                                     | المحافظة على أمن البلاد تحقيق العيش السلمي داخل البلاد                                                             | Defence Headquarters Opp. Agura Hotel, P.M.B. 196, Area 7 Garki, Abuja                        | http://www.defence.gov.ng/                                                        |
| الزراعة                                    | الإشراف على الشؤون الزراعية ورفع مستوى الزراعة في البلاد.                                                          | Fed. Capital Territory Office Complex Block A, Area 11 (Eleven) P.M.B. 135, Garki, Abuja, FCT | http://fmard.gov.ng/                                                              |
| البيئة                                     | تنظيم الأمور البيئية                                                                                               | Federal Ministry of Environment Headquarters, Mabushi, Abuja                                  | http://environment.gov.ng/                                                        |
| إقليم العاصمة الفدرالية                    | إدارة العاصمة الفدرالية أبوجا                                                                                      | No 8 Ayangba Street, Area 11, Garki Abuja                                                     | http://fcda.gov.ng/                                                               |
| الصحة                                      | تطوير وتنفيذ السياسات والبرامج واتخاذ إجراءات أخرى لتقديم الخدمات الصحية                                           | Fed. Secretariat Complex, Phase III, Shehu Shagari Way, CBD Abuja .FCT - Nigeria              | http://health.gov.ng/                                                             |
| العدل                                      | العمل على تحقيق العدل تحت رئاسة المدعي العام والذي يحتل منصب الوزير                                                | Plot 71B Shehu Shagari Way,Maitama Abuja                                                      | http://www.justice.gov.ng/                                                        |
| العمل والإنتاجية                           | الاهتمام بعلاقات العمال والموظفين                                                                                  | Federal Secretariat Complex Phase I, Annex II, Shehu Shagari Way, Abuja FCT. Nigeria          | http://labour.gov.ng                                                              |
| الأراضي والتنمية العمرانية                 | الاهتمام بشؤون الحدود. كانت جزء من الوزارة الأعمال                                                                 |                                                                                               | http://www.landsandhousing.gov.ng نسخة محفوظة 14 مايو 2019 على موقع واي باك مشين. |
| تطوير المناجم والصلب                       | يشجع تنمية الموارد المعدنية الصلبة للبلاد                                                                          | 2, Luanda Crescent, off Adetokunbo Ademola Crescent, Wuse II, Abuja, F.C.T., Nigeria          | http://minesandsteel.gov.ng                                                       |
| دلتا النيجيري                              | تنسيق الجهود لمواجهة تحديات تطوير البنية التحتية وحماية البيئة وتمكين الشباب في دلتا النيجر                        | 11th Floor Federal Secretariat, Central Business District FCT Abuja, Nigeria                  | http://nigerdelta.gov.ng/                                                         |
| موارد نفطية                                | تنظيم إنتاج المنبع وتوزيع المنتجات البترولية                                                                       | Block D, NNPC Towers, Herbert Macaulay way, Central Business District, Abuja                  | http://petroleumresources.gov.ng/                                                 |
| الطاقة                                     | مسؤول عن توفير المرافق الاجتماعية مثل الطاقة والوقود في جميع أنحاء البلاد                                          | Plot 701C, Behind National Mosque Central Business District P.M.B. 358 Garki, FCT-Abuja       | https://www.energy.gov.ng                                                         |
| العلوم والتكنولوجيا                        | يرسم مسار التطور العلمي والتكنولوجي للأمة                                                                          |                                                                                               |                                                                                   |
| التجارة والاستثمار                         | ترويج فرص الاستثمار للبلاد وتيسير التجارة                                                                          | Old Secretariat, Area 1 Garki, FCT, Nigeria                                                   | http://nid.fmiti.gov.ng                                                           |
| الإعلام والثقافة والسياحة والتوعية الوطنية | تطوير المناطق السياحية، وإدارة الإعلام وتوعية المواطنين                                                            | Fed. Secretariat Complex, Phase II, Block A, First Floor, PMB 473, Sheh Shagari Way, Abuja    | https://fmic.gov.ng/                                                              |
| المواصلات                                  | ضمان نظام نقل سريع وآمن وفعال وبأسعار معقولة وملائم ومتكامل ومتعدد الوسائط                                         | Bukar Dipcharima House, Central Business District, FCT Abuja                                  | http://www.transportation.gov.ng                                                  |
| موارد مائية                                | تم تشكيله من وزارة الزراعة والموارد المائية في 2010م                                                               | Block A1, A2, Federal Secretariat Complex, Area One, P.M.B 159, Garki, Abuja                  | https://waterresources.gov.ng                                                     |
| شؤون المرأة                                | يعزز تنمية المرأة مع المساواة في الحقوق والمسؤوليات المقابلة                                                       |                                                                                               | https://www.womenaffairs.gov.ng/                                                  |
| الأعمال والإسكان                           | تنسيق المشاريع الحكومية والعمل على توفير الإسكان للمواطنين                                                         |                                                                                               | https://worksandhousing.gov.ng                                                    |
| الرياضة وتنمية الشباب                      | تنسيق الأنشطة الرياضية وتطوير الشباب المواطنين                                                                     |                                                                                               | http://www.youthdevelopment.gov.ng/                                               |
| الشؤون الإنسانية إدارة الكوارث             | الاهتمام بتوفير الاحتياجات في حالة الطوارئ والكوارث وتقديم الخدمات الإنسانية. أسست في أغسطس 2019م                  |                                                                                               |                                                                                   |